# Vjeran Ivanković
Vjeran Ivanković (* 24. Februar 1975 in Uzwil) ist ein ehemaliger Schweizer Eishockeyspieler und heutiger -trainer kroatischer Abstammung, der während seiner Karriere insgesamt 630 Spiele für die ZSC Lions, SC Rapperswil-Jona, den HC Ambrì-Piotta, EV Zug, Fribourg-Gottéron, SC Bern und EHC Basel in der Nationalliga A.

## Karriere
Vjeran Ivanković spielte in seiner Jugend beim Erstligisten EHC Uzwil, wo er den Nachwuchs durchlief. Seine Profikarriere begann 1993 beim Zürcher SC in der Nationalliga A. Anschließend erhielt der Angreifer einen Vertrag bei dessen Ligarivalen HC Ambrì-Piotta, mit dem er 1998 und 1999 auf europäischer Ebene den IIHF Continental Cup gewann. Zudem scheiterte er in der Saison 1998/99 erst im Playoff-Finale um die Schweizer Meisterschaft am HC Lugano. Die Saison 1999/2000 begann der Linksschütze beim SC Rapperswil-Jona und wechselte kurz vor den Playoffs zu seinem Ex-Club aus Zürich, der mittlerweile in ZSC Lions umbenannt worden war. Mit den Lions wurde er 2000 erstmals Schweizer Meister.
Von 2000 bis 2006 spielte der schweizerisch-kroatische Doppelbürger noch in der NLA für den EV Zug, erneut die ZSC Lions, den SC Bern und seinen Ex-Club aus Ambrì-Piotta. Mit Bern wurde er dabei in der Saison 2003/04 noch einmal Schweizer Meister. Einen Großteil der Saison 2004/05 verbrachte der ehemalige Nationalspieler beim EHC Basel in der zweitklassigen Nationalliga B.
Ivanković arbeitete als Eishockeyexperte für den Fernsehsender Teleclub und schreibt Eishockey-Kolumnen für die Zeitung 20 Minuten. Von 2009 bis 2011 war er Assistenztrainer der U17-Junioren bei den ZSC Lions. Seit Sommer 2011 ist er Nachwuchs-Cheftrainer beim HC Davos.

### International
Für die Schweizer U20-Eishockeynationalmannschaft nahm Ivanković an der B-Europameisterschaft 1993 sowie der Junioren-A-Weltmeisterschaft 1994 und der Junioren-B-Weltmeisterschaft 1995 teil. Bei der B-Weltmeisterschaft erreichte er mit seinem Team den Aufstieg und war mit zehn Punkten Topscorer und wurde ins All-Star Team gewählt. Für die Seniorenmannschaft trat er ausschließlich bei der Weltmeisterschaft 1995 an. Insgesamt bestritt er 48 Länderspiele für die Schweiz.

## Erfolge und Auszeichnungen
| - 1998 IIHF-Continental-Cup-Gewinn mit dem HC Ambrì-Piotta - 1999 Schweizer Vizemeister mit dem HC Ambrì-Piotta - 1999 IIHF-Continental-Cup-Gewinn mit dem HC Ambrì-Piotta | - 2000 Schweizer Meister mit den ZSC Lions - 2004 Schweizer Meister mit dem SC Bern |

### International
- 1995 Aufstieg in die A-Gruppe bei der Junioren-B-Weltmeisterschaft
- 1995 Topscorer der Junioren-B-Weltmeisterschaft
- 1995 All-Star-Team der Junioren-B-Weltmeisterschaft